# 多々良長幸
多々良 長幸（たたら ながゆき）は、江戸時代の摂津国の刀工。俗名は多々良四郎兵衛。
新刀上々作にして最上大業物。本国は紀伊国で、河内守康永の弟子。大坂に移住し、大坂石堂と呼ばれ、備前一文字の作を思わせる大丁子乱を得意とする。また、互の目刃の作や互の目丁子を焼いた末備前風のものもある。